# Tamaryszek bezlistny

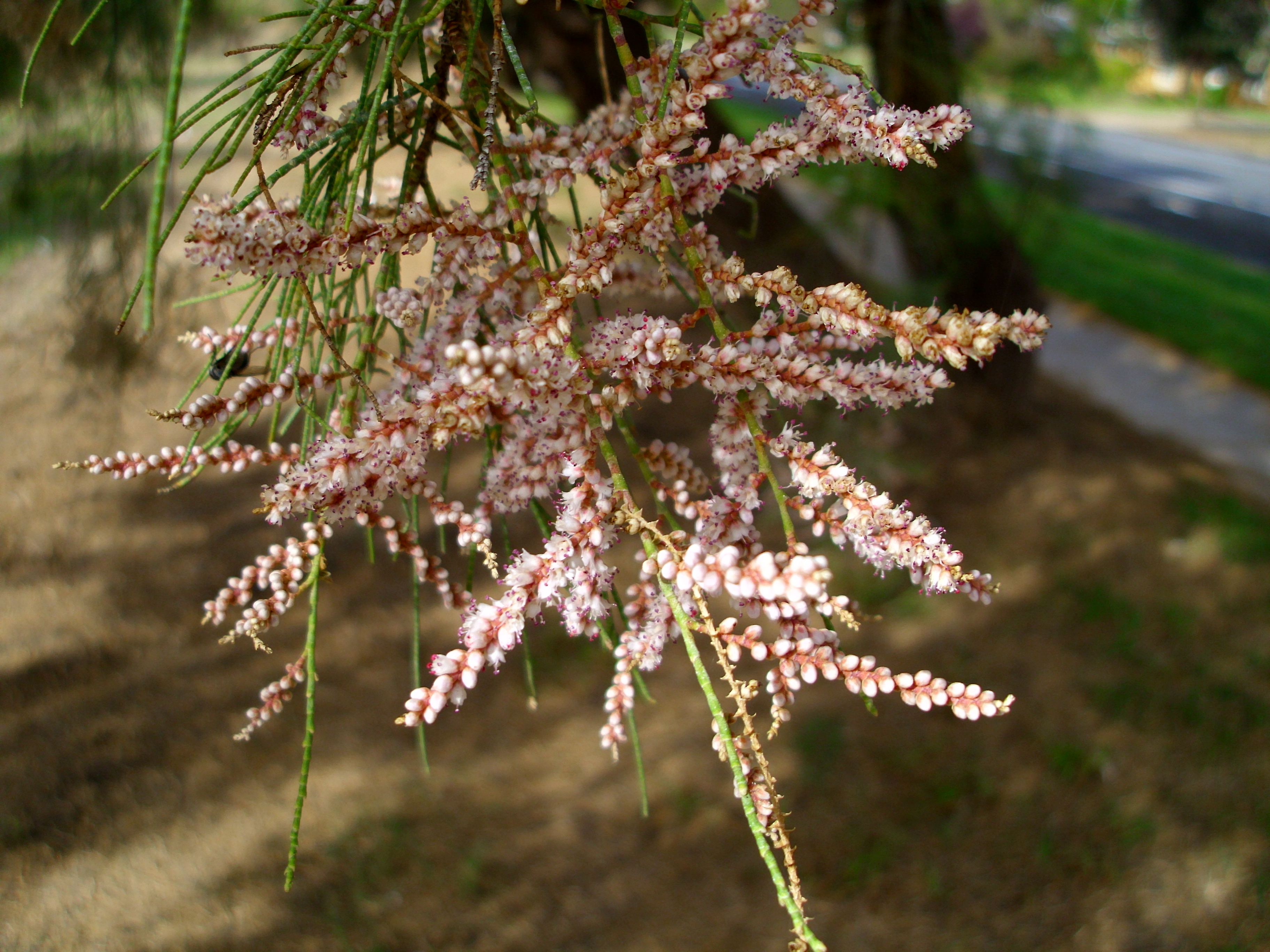

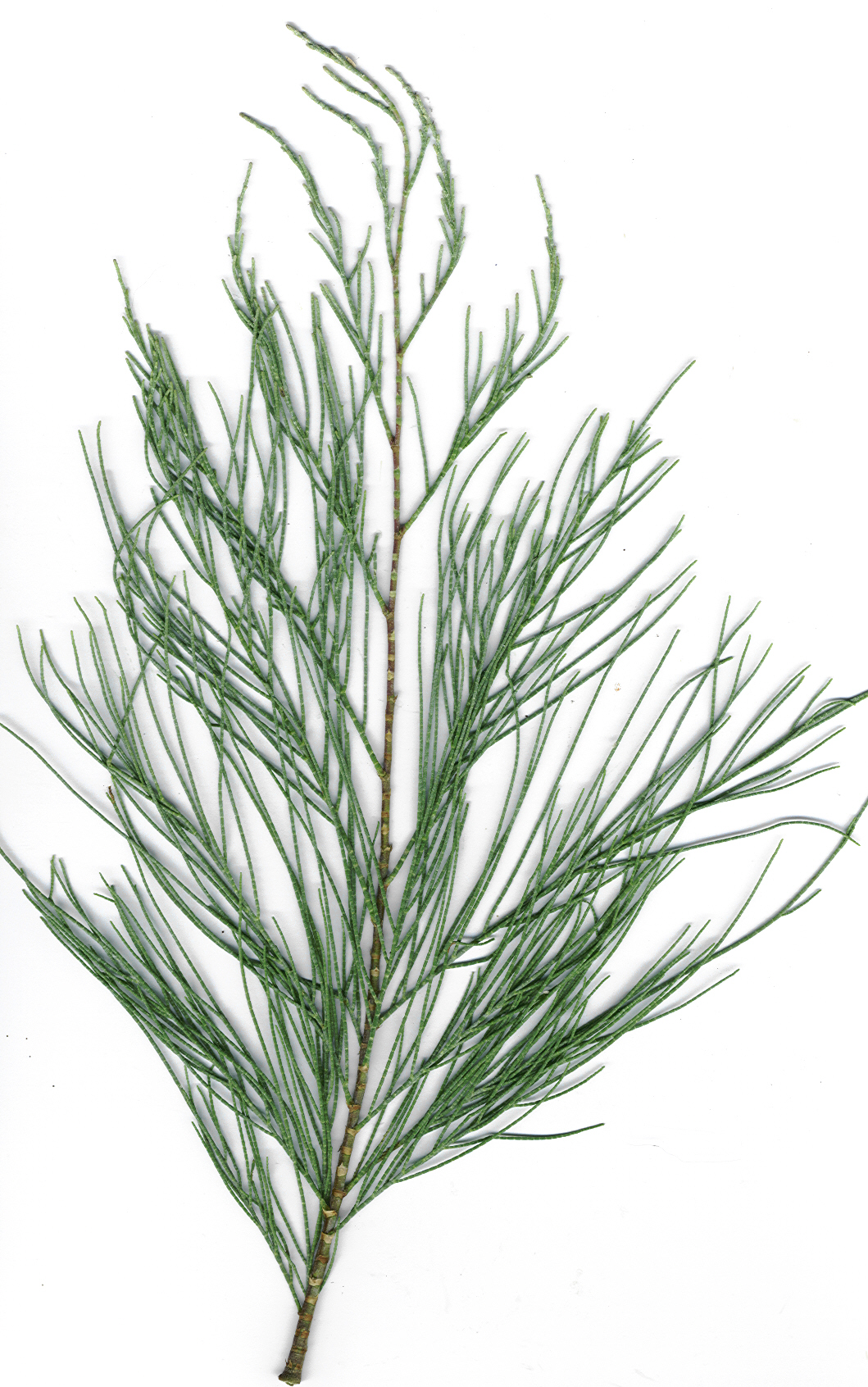
Pęd z liśćmi

Tamaryszek bezlistny, t. członowany (Tamarix aphylla (L.) H.Karst.) – gatunek roślin z rodziny tamaryszkowatych (Tamarixaceae).

## Zasięg występowania
Rodzimy obszar występowania obejmuje niektóre rejony Afryki (Algieria, Egipt, Libia, Tunezja, Maroko, Kenia, Mauretania, Senegal), Azji (Arabia Saudyjska, Jemen, półwysep Synaj, Izrael, Iran, Afganistan, Indie, Pakistan). Jako gatunek introdukowany rozprzestrzenił się w wielu rejonach świata i obecnie rośnie dziko także w Namibii, Australii, niektórych stanach USA i Meksyku, na Hawajach i archipelagu Peskadory. Ponadto jest uprawiany w Kuwejcie, Izraelu, Jordanii i Iraku. W niektórych regionach świata, np. w Australii jest gatunkiem inwazyjnym.

## Morfologia
PokrójDrzewo o wysokości do 15 m i zwisających gałęziach. W młodości pień jest jasnoszary, starsze pnie są szarobrązowe i mogą osiągnąć średnicę do 1 m. Starsze drzewa stają się sękate i pochylone.
LiścieDrobne, łuskowate, ciemnozielone, podobne do igieł sosny.
Kwiaty5-krotne, biało-różowe, wyrastające bez szypułek bezpośrednio na cienkich, tegorocznych pędach. Mają długość 3–4 cm.
OwocDzwonkowatego kształtu torebka z czubą włosków i licznymi nasionami.

## Biologia i ekologia
Kwitnie latem, nasiona dojrzewają jesienią. Rozsiewane są przez wiatr i wodę. Kiełkują wkrótce po upadnięciu na ziemię, po roku siewki osiągają wysokość 60–100 cm. Już w trzecim roku roślina zakwita. Jedna roślina corocznie tworzy tysiące nasion. Ma silnie zdrewniałe korzenie, w poszukiwaniu wody wrastające na dużą głębokość.
Tamaryszek bezlistny jest odporny na suszę i znosi duże nawet zasolenie gleby. Najchętniej rośnie nad rzekami, ale również na stepach, półpustyniach i pustyniach.

## Znaczenie
- W Australii jest uważany za jeden z najbardziej uciążliwych chwastów. Zajmuje tereny pastwiskowe i szybciej zużywa wodę niż rodzime gatunki roślin. Jego zdolność do koncentracji soli powoduje, że zajmowany przez niego teren po pewnym czasie ulega zasoleniu, co uniemożliwia rozwój użytecznych roślin pastwiskowych. Jego rozprzestrzenieniu i wypieraniu rodzimej roślinności sprzyja także duża odporność tamaryszka na suszę i pożary[8].
- Beduini na pustyni często sadzili tamaryszka (zazwyczaj przez sadzonki), by dawał cień pasterzom i bydłu. Cień, jaki daje tamaryszek, jest lepszy od cienia innych drzew rosnących na terenach Ziemi Świętej. Nocą, gdy na pustyni zwiększa się wilgotność powietrza, tamaryszek absorbuje z pary wodnej sól, która tworzy maleńkie kryształki na jego liściach. Rano tamaryszek pokryty jest błyszczącymi kropelkami rosy. Gdy zaczyna przygrzewać słońce, woda z nich stopniowo wyparowuje, dając przyjemny chłód, utrzymujący się aż do godzin południowych[9].

## Udział w kulturze
- W Biblii tamaryszek (bez rozróżnienia gatunku) wymieniony jest 3 razy. W Palestynie występuje 7 gatunków tamaryszków, ale z kontekstu opisów biblijnych wynika, że chodzi o drzewo, w grę wchodzi więc tylko tamaryszek bezlistny. Pod tamaryszkiem w Jabesz pochowano króla Saula i jego trzech synów (1 Sm 31,13). W Beer Szewa biblijny Abraham wykopał studnię, nad którą zasadził tamaryszki (Rdz 21,33). Studnia ta nazwana została Studnią Przysięgi i istnieje do dzisiaj. Zwyczaj sadzenia drzew nad studnią praktykowany był przez plemiona koczownicze. Zasadzone drzewa utwierdzały prawo własności do tego terenu i dawały cień pasterzom i ich stadom[9][10]. Pod tamaryszkiem na wzgórzu Gibei odpoczywał wraz ze swoimi ludźmi król Saul (1 Sm 22,6)[10].
- Starobabiloński poemat opisuje spór palmy (daktylowej) z tamaryszkiem. Palma chwali się swoją użytecznością i zarzuca tamaryszkowi jego bezużyteczność. Podczas tego sporu drzew ludzie dokonali wyboru lepszego drzewa – usiedli pod tamaryszkiem, który dawał lepszy cień[9].